# قاسم‌آباد (گیلانغرب)
قاسم‌آباد (گیلانغرب)، روستایی از توابع بخش مرکزی شهرستان گیلانغرب در استان کرمانشاه ایران است.

## جمعیت
این روستا در دهستان حومه قرار دارد و براساس سرشماری مرکز آمار ایران در سال ۱۳۸۵، جمعیت آن ۲۴۱ نفر (۵۳خانوار) بوده‌است.